# Luisa Bádenská
Luisa Marie Bádenská (německy Luise Marie Auguste Prinzessin von Baden, 13. ledna/24. ledna 1779, Karlsruhe – 4. května/16. května 1826, Beljov u Tuly) byla bádenská princezna, jako manželka ruského cara Alexandra I., byla ruskou carevnou pod jménem Alžběta Alexejevna (rusky Елизавета Алексеевна).

## Život

### Bádenská princezna
Luisa byla třetím ze sedmi dětí bádenského knížete Karla Ludvíka a jeho ženy Amálie Frederiky von Hessen-Darmstadt. Princezna byla vychovávána v izolaci od vnějšího světa, vyrůstala ale ve vřelém a intimním rodinném prostředí; byla úzce svázána se svojí matkou, s níž vedla do konce života čilou korespondenci (Amálie Frederika svou dceru přežila). Luisa měla teprve dvanáct let, když se rozhodovalo o její budoucnosti: Kateřina Veliká, ruská carevna, hledala nevěstu pro svého nejstaršího vnuka Alexandra, budoucího ruského cara, a svou pozornost obrátila na dvě bádenské princezny. Když o nich dostala pozitivní informace, pozvala Luisu a její mladší sestru Frederiku do Ruska. V roce 1792 obě sestry přibyly do Petrohradu.
Při setkání carevna Kateřina shledala Luisu pěknou a inteligentní, Luisa zase, že její budoucí manžel Alexandr je zajímavý – byl vysoký a pohledný. Zpočátku byl Alexandr nesmělý a princezna si myslela, že k ní cítí nechuť, zanedlouho se však pár sblížil. „Říkáš mi, že držím štěstí jisté osoby ve svých rukou,“ psala Luisa Alexandrovi, „je-li to pravda, její štěstí je navždy jisté... ta osoba mě miluje a já opětuji její lásku a to bude i mým štěstím... můžeš si být jist, že Tě miluji víc, než jsem schopna vyjádřit.“
Princezna se naučila rusky a přestoupila na pravoslaví. Dostala titul velkokněžny a nové jméno — Alžběta Alexejevna. Svatba se uskutečnila 28. září/9. října 1793 v Zimním paláci v Petrohradě. „Je to manželství mezi Psyché a Amorem“, psala Kateřina knížeti Ligne. Jelizaveta měla pouhých čtrnáct let, její manžel byl o rok starší.

### Ruská velkokněžna

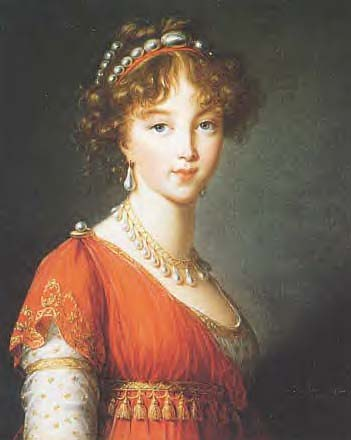
Velkokněžna Jelizaveta Alexejevna

Příliš záhy provdaná, nesmělá a naivní, musela se Luisa (nyní již Jelizaveta) připravit na svou novou roli. Nebylo to snadné, ruský dvůr byl plný chladnokrevných intrik, jak politických, tak sexuálních – cizoložství byla běžnou normou. Kateřina sama byla obrazem nevázanosti svého dvora. O poměrech na carském dvoře té doby vypovídá například i to, že se Jelizavetu pokusil svést mladý milenec tehdy pětašedesátileté carevny, Platon Zubov.
Velkokněžna se cítila osamocena a stýskalo se jí po domově, obzvláště potom, co se její sestra Frederika vrátila do Bádenska. Jelizaveta zůstala sama v cizí zemi, jedinou její útěchou byl Alexandr. „Bez svého muže, který jediný se stará o to, abych se cítila šťastná, bych tisíckrát umřela.“
První léta manželství byla šťastná, ale Kateřina byla rozčarovaná, protože velkokněžna ještě nedala jejímu vnukovi syna. Smrt Kateřiny 17. listopadu/28. listopadu roku 1796 vynesla Jelizavetina tchána Pavla I. na ruský trůn. V době jeho vlády se Jelizaveta zdržovala u dvora co nejméně, svého tchána neměla ráda.
Začaly se projevovat problémy v jejím manželství. Nenašla ve svém muži splnění svých romantických představ, Alexandr ji zanedbával, a ona hledala citovou útěchu jinde. Zpočátku našla potěšení v důvěrném přátelství s krásnou hraběnkou Golovinou, později navázala s nejlepším Alexandrovým přítelem, polským knížetem Adamem Czartoryským, romantický vztah, který trval tři roky.

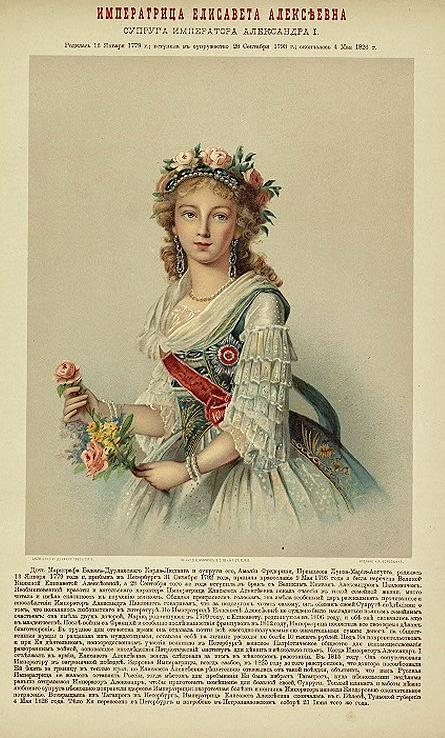
Jelizaveta Alexejevna

Po pěti letech bezdětného manželství 18. května/29. května 1799 porodila Jelizaveta dceru - velkokněžnu Marii Alexandrovnu. U dvora se vynořily řeči, že otcem dítěte je polský kníže Czartoryski – dítě mělo černé vlasy a tmavé oči, zatímco oba rodiče byli světlovlasí a modroocí. Jelizaveta však zakrátko ztratila milence i dcerku – Adam byl vyslán na diplomatickou misi a dítě zemřelo. „Ode dneška nemám dcerku, zemřela“, psala Jelizaveta matce 16. června/27. června 1800. „Není hodiny, kdy bych na ni nemyslela, ani hodiny bez hořkých slz. Nebude to jiné, i kdyby ji měly nahradit dva tucty dětí.“

### Osobnost
Jelizaveta Alexejevna byla mimořádně krásná a přitažlivá žena s melodickým měkkým hlasem. Měla líbeznou, dokonale oválnou andělskou tvář s pravidelnými jemnými rysy. Měla řecký profil, velké modré oči a kučeravé plavé vlasy, které obvykle nosila rozpuštěné, i dokonalou královskou postavu. Její vzezření odpovídalo ideálu krásy té doby. Svou krásou byla proslulá po celé Evropě, stejně jako svou zálibou ve špercích a v módě.
Přesto byla velkokněžna nesmělá, upřímná, jemná a sladká. Bystrá a inteligentní, milovala četbu a umění. Měla málo přátel, v oblibě měla prostotu a samotu. Milovala svého muže a byla jeho oporou v mnoha osobních i politických krizích. Alexandr však ženu zanedbával; manželství bylo harmonické, ale emocionálně chudé. Oba měli mimomanželské vztahy, které vzájemně akceptovali. Jelizaveta nebyla pro svou odlišnost u dvora populární, nenalezla ani sympatie u manželovy rodiny; nenašla štěstí v manželství, nezdařilo se jí ani splnit svou hlavní roli v Rusku – dát říši dědice.

### Ruská carevna

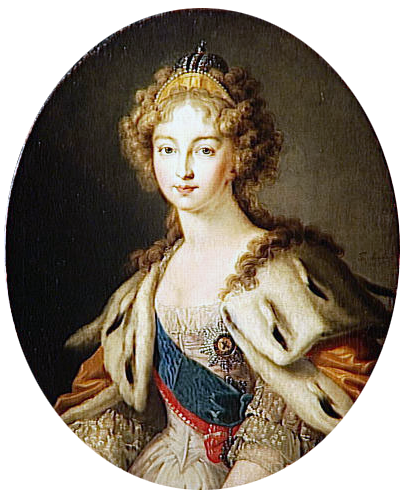
Carevna Jelizaveta

Excentričnost osobnosti cara Pavla I., Alexandrova otce, vyvolala úvahy o jeho odstranění a obsazení trůnu Alexandrem. Jelizaveta věděla o tomto spiknutí a společně s manželem s ním souhlasila. Když Alexandr 12. března/24. března 1801 převzal vládu, jeho žena mu radila, aby zapomněl na spoluúčast na vraždě otce (byť by to byla jen nečinnost, nezabránění chystanému činu) a začal sloužit Rusku. Jako carevna se podílela na chodu a životě dvora a na reprezentačních povinnostech, roli první dámy impéria však stále hrála její tchyně Marie Fjodorovna.
V této době se opět komplikují manželské vztahy. V roce 1803 Alexandr začal vztah s polskou kněžnou Marií Czetwertyńskou, manželkou knížete Dmitrije Naryškina. Tento román trval více než patnáct let; Naryškinová porodila Alexandrovi tři děti.
Jelizaveta Alexejevna našla útěchu u Adama Czartoryského, který se vrátil do Ruska, aby pomohl Alexandrovi získat trůn. Tento románek však skončil, když carevna navázala nový vztah s kapitánem Alexejem Ochotnikovem. Korespondenci mezi ním a carevnou nechal po její smrti zničit car Mikuláš I. Vztah s Ochotnikovem měl tragický konec: carevnin milenec zahynul v roce 1807 v důsledku atentátu; objevily se spekulace, že za jeho smrtí stál car Alexandr nebo jeho bratr, velkokníže Konstantin.

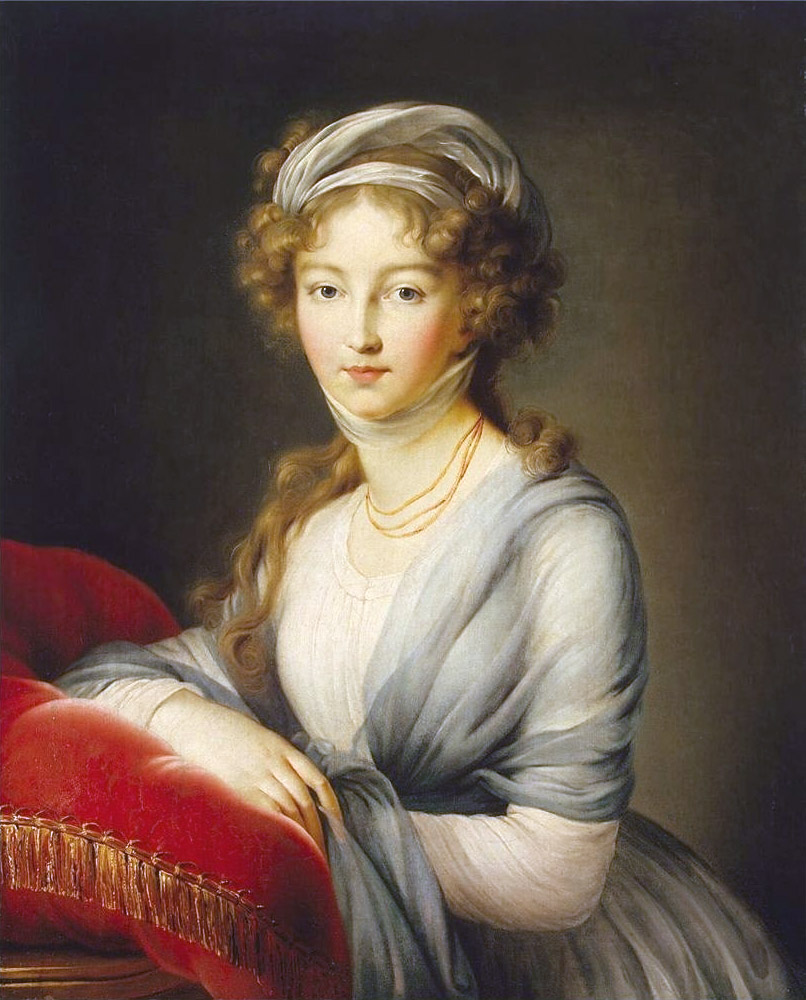
Carevna Jelizaveta Alexejevna.

3. listopadu/15. listopadu 1806 porodila Jelizaveta druhou dceru, velkokněžnu Jelizavetu Alexandrovnu. Opět se vynořily řeči, že dítě není carovo, ale Ochotnikovovo. Po kapitánově tragické smrti se Jelizaveta cítila ještě osamocenější než dřív a všechnu svou lásku přenesla na dcerku, které říkala „Lisinka“. Patnáct měsíců později však děvčátko zemřelo na infekci od růstu zoubků. „Nyní,“ psala carevna matce, „nejsem už dobrá k ničemu na tomto světě, moje duše nemá už sílu dostat se z tohoto úderu.“ Smrt dcerky nakrátko carský pár sblížila. Třebaže Jelizaveta neměla ještě třicet let, car ani ona už neměli naději, že založí rodinu; Alexandr prohlásil, že by další děti již mít neměli, že je to vůle Boží.
Během napoleonských válek Jelizaveta podporovala politiku svého muže. Po Napoleonově pádu se spolu s manželem a dalšími korunovanými hlavami účastnila Vídeňského kongresu (1814), kde se setkala a opět začala román s knížetem Czartoryským, který ji stále miloval.
Když Jelizaveta dosáhla čtyřicítky, její krása začala uvadat; tehdy rezignovala na všechny romantické avantýry. I Alexandr prošel vnitřní přeměnou a carevna se se svým mužem sblížili jako nikdy dosud. V roce 1819 car, který propadl religióznímu mysticismu, ukončil svůj dlouholetý poměr s kněžnou Naryškinovou a od té doby začali Alexandr a Jelizaveta trávit více času spolu. To všechny zaskočilo. „Občas si myslím, že jsme se tajně vzali,“ psala Jelizaveta matce.
V roce 1825 začala mít carevna problémy se zdravím a lékaři usoudili, že by měla pobývat ve vlídnějším podnebí. Jelizaveta společně s manželem se 15. října/27. října přestěhovali do Taganrogu u Azovského moře, kde přebývali ve skromném domě. Byli spolu v této intimní prostotě šťastni. 17. listopadu/29. listopadu 1825 Alexandr onemocněl, když se vracel z cesty na Krym, z původního nachlazení se ukázal tyfus[nepřesný odkaz]. Nemoci podlehl 19. listopadu/1. prosince v Jelizavetině přítomnosti. Jelizavetu manželova smrt velmi zasáhla; píše matce: „Co mám dělat se svou vůlí, která celá na něm závisela, co mám dělat se svým životem, který jsem chtěla zasvětit jemu?“
Kvůli svému podlomenému zdraví se nechtěla vrátit do Petrohradu, ani na Alexandrův pohřeb. V květnu 1826 se přece jen do hlavního města vypravila, na dlouhé cestě se však občas cítila špatně, takže bylo nutno udělat přestávku. Časně ráno 4. května/16. května 1826 v městě Beljov u Tuly našla komorná Jelizavetu v posteli mrtvou, příčinou její smrti bylo srdeční selhání. Splnilo se jí to, co psala své matce krátce po Alexandrově smrti, totiž, že by ráda následovala nejdůležitějšího muže svého života.

## Poznámka
V Rusku v té době platil juliánský kalendář, na rozdíl od ostatní Evropy, kde se v té době používal již kalendář gregoriánský. Proto jsou data v článku uváděna jak podle juliánského, tak podle gregoriánského kalendáře.

## Vývod z předků
|                  |                                      |  |                                     |                                           |  |  |  |  |  |  |  | Karel Vilém Bádensko-Durlašský |
|                  |                                      |  |                                     |                                           |  |  |  |  |  |  |  |                                |
|                  | Fridrich Bádensko-Durlašský          |  |                                     |                                           |  |  |  |  |  |  |  |                                |
|                  |                                      |  |                                     |                                           |  |  |  |  |  |  |  |                                |
|                  |                                      |  |                                     | Magdalena Vilemína Württemberská          |  |  |  |  |  |  |  |                                |
|                  |                                      |  |                                     |                                           |  |  |  |  |  |  |  |                                |
|                  | Karel Fridrich Bádenský              |  |                                     |                                           |  |  |  |  |  |  |  |                                |
|                  |                                      |  |                                     |                                           |  |  |  |  |  |  |  |                                |
|                  |                                      |  |                                     | Jan Vilém Friso                           |  |  |  |  |  |  |  |                                |
|                  |                                      |  |                                     |                                           |  |  |  |  |  |  |  |                                |
|                  | Amálie Nasavsko-Dietzská             |  |                                     |                                           |  |  |  |  |  |  |  |                                |
|                  |                                      |  |                                     |                                           |  |  |  |  |  |  |  |                                |
|                  |                                      |  |                                     | Marie Luisa Hesensko-Kasselská            |  |  |  |  |  |  |  |                                |
|                  |                                      |  |                                     |                                           |  |  |  |  |  |  |  |                                |
|                  | Karel Ludvík Bádenský                |  |                                     |                                           |  |  |  |  |  |  |  |                                |
|                  |                                      |  |                                     |                                           |  |  |  |  |  |  |  |                                |
|                  |                                      |  |                                     | Arnošt Ludvík Hesensko-Darmstadtský       |  |  |  |  |  |  |  |                                |
|                  |                                      |  |                                     |                                           |  |  |  |  |  |  |  |                                |
|                  | Ludvík VIII. Hesensko-Darmstadtský   |  |                                     |                                           |  |  |  |  |  |  |  |                                |
|                  |                                      |  |                                     |                                           |  |  |  |  |  |  |  |                                |
|                  |                                      |  |                                     | Dorotea Šarlota Braniborsko-Ansbašská     |  |  |  |  |  |  |  |                                |
|                  |                                      |  |                                     |                                           |  |  |  |  |  |  |  |                                |
|                  | Karolína Luisa Hesensko-Darmstadtská |  |                                     |                                           |  |  |  |  |  |  |  |                                |
|                  |                                      |  |                                     |                                           |  |  |  |  |  |  |  |                                |
|                  |                                      |  |                                     | Jan Reinhard III. Hanau-Lichtenberský     |  |  |  |  |  |  |  |                                |
|                  |                                      |  |                                     |                                           |  |  |  |  |  |  |  |                                |
|                  | Šarlota z Hanau-Lichtenbergu         |  |                                     |                                           |  |  |  |  |  |  |  |                                |
|                  |                                      |  |                                     |                                           |  |  |  |  |  |  |  |                                |
|                  |                                      |  |                                     | Dorotea Frederika Braniborsko-Ansbašská   |  |  |  |  |  |  |  |                                |
|                  |                                      |  |                                     |                                           |  |  |  |  |  |  |  |                                |
| 'Luisa Bádenská' |                                      |  |                                     |                                           |  |  |  |  |  |  |  |                                |
|                  |                                      |  |                                     |                                           |  |  |  |  |  |  |  |                                |
|                  |                                      |  | Arnošt Ludvík Hesensko-Darmstadtský |                                           |  |  |  |  |  |  |  |                                |
|                  |                                      |  |                                     |                                           |  |  |  |  |  |  |  |                                |
|                  | Ludvík VIII. Hesensko-Darmstadtský   |  |                                     |                                           |  |  |  |  |  |  |  |                                |
|                  |                                      |  |                                     |                                           |  |  |  |  |  |  |  |                                |
|                  |                                      |  |                                     | Dorotea Šarlota Braniborsko-Ansbašská     |  |  |  |  |  |  |  |                                |
|                  |                                      |  |                                     |                                           |  |  |  |  |  |  |  |                                |
|                  | Ludvík IX. Hesensko-Darmstadtský     |  |                                     |                                           |  |  |  |  |  |  |  |                                |
|                  |                                      |  |                                     |                                           |  |  |  |  |  |  |  |                                |
|                  |                                      |  |                                     | Jan Reinhard III. Hanau-Lichtenberský     |  |  |  |  |  |  |  |                                |
|                  |                                      |  |                                     |                                           |  |  |  |  |  |  |  |                                |
|                  | Šarlota z Hanau-Lichtenbergu         |  |                                     |                                           |  |  |  |  |  |  |  |                                |
|                  |                                      |  |                                     |                                           |  |  |  |  |  |  |  |                                |
|                  |                                      |  |                                     | Dorotea Frederika Braniborsko-Ansbašská   |  |  |  |  |  |  |  |                                |
|                  |                                      |  |                                     |                                           |  |  |  |  |  |  |  |                                |
|                  | Amálie Hesensko-Darmstadtská         |  |                                     |                                           |  |  |  |  |  |  |  |                                |
|                  |                                      |  |                                     |                                           |  |  |  |  |  |  |  |                                |
|                  |                                      |  |                                     | Kristián II. Zweibrückensko-Birkenfeldský |  |  |  |  |  |  |  |                                |
|                  |                                      |  |                                     |                                           |  |  |  |  |  |  |  |                                |
|                  | Kristián III. Falcko-Zweibrückenský  |  |                                     |                                           |  |  |  |  |  |  |  |                                |
|                  |                                      |  |                                     |                                           |  |  |  |  |  |  |  |                                |
|                  |                                      |  |                                     | Kateřina Agáta Rappoltsteinská            |  |  |  |  |  |  |  |                                |
|                  |                                      |  |                                     |                                           |  |  |  |  |  |  |  |                                |
|                  | Karolína Zweibrückenská              |  |                                     |                                           |  |  |  |  |  |  |  |                                |
|                  |                                      |  |                                     |                                           |  |  |  |  |  |  |  |                                |
|                  |                                      |  |                                     | Ludvík Crato Nasavsko-Saarbrückenský      |  |  |  |  |  |  |  |                                |
|                  |                                      |  |                                     |                                           |  |  |  |  |  |  |  |                                |
|                  | Karolína Nasavsko-Saarbrückenská     |  |                                     |                                           |  |  |  |  |  |  |  |                                |
|                  |                                      |  |                                     |                                           |  |  |  |  |  |  |  |                                |
|                  |                                      |  |                                     | Filipína Henrieta z Hohenlohe-Langenburgu |  |  |  |  |  |  |  |                                |
|                  |                                      |  |                                     |                                           |  |  |  |  |  |  |  |                                |